# Crataegus isfajramensis
Crataegus isfajramensis är en rosväxtart som beskrevs av M.G. Pakhomova. Crataegus isfajramensis ingår i Hagtornssläktet som ingår i familjen rosväxter. Inga underarter finns listade i Catalogue of Life.